# Розтерк
Розтерк (пол. Rozterk) — село в Польщі, у гміні Прашка Олеського повіту Опольського воєводства.
Населення — 267 осіб (2011).
У 1975-1998 роках село належало до Ченстоховського воєводства.

## Демографія
Демографічна структура станом на 31 березня 2011 року:
|          | Загалом | Допрацездатний вік | Працездатний вік | Постпрацездатний вік |
| -------- | ------- | ------------------ | ---------------- | -------------------- |
| Чоловіки | 135     | 24                 | 99               | 12                   |
| Жінки    | 132     | 25                 | 76               | 31                   |
| Разом    | 267     | 49                 | 175              | 43                   |